# Paspalum plicatulum
Espèce
Paspalum plicatulum est une espèce de plantes monocotylédones de la famille des Poaceae, sous-famille des Panicoideae, originaire d'Amérique du Sud et d'Amérique centrale.
Ce sont des plantes herbacées vivaces, cespiteuses, aux tiges (chaumes) dressées ou géniculées ascendantes pouvant atteindre 120 cm de long, aux inflorescences composées de racèmes.

## Distribution et habitat
Selon kerman & Riveros (1990), originaire de l’Amérique du Sud et du centre où il est présent naturellement, Paspalum plicatulum est devenue au fur des années une espèce très répandue dans le monde, notamment en Afrique (Kenya, Côte d'Ivoire, Guinée) en Australie, aux États-Unis, en Océanie (Fidji) et en Asie du Sud-Est (Philippines, Thaïlande, Indonésie, Malaisie et Chine).

## Description
Paspalum plicatulum est une graminée vivace, touffue, cespiteuse pouvant atteindre une hauteur de 1,2 mètre. Les feuilles vert tendre, pliées à la base, sont velues et font jusqu’à 10-15 cm de long, pour 3 à 7 mm de large. La gaine habituellement glabre présente une ligule membraneuse de 1-3 mm de longueur. 
L’inflorescence est une panicule composée de 10-13 racèmes de 2-10 cm de long ; les épillets par paires (dont une des paires parfois peu développée) de forme ovoïde-ellipsoïdale de dimension 2-3 mm × 1,5-2mm. 
Caryopse aussi gros que l'épillet, brun foncé, brillant. Les graines mûres sont brun foncé et les épillets sont extrêmement froissés sur le côté plat (USDA NRCS, 2002).

## Liste des sous-espèces et variétés
Selon Tropicos (1 avril 2018) (Attention liste brute contenant possiblement des synonymes) :
- sous-espèces :
  - Paspalum plicatulum subsp. guenoarum (Arechav.) Roseng., B.R. Arrill. & Izag.
  - Paspalum plicatulum subsp. montevidense (Spreng.) Roseng., B.R. Arrill. & Izag.
  - Paspalum plicatulum subsp. plicatulum
- variétés :
  - Paspalum plicatulum var. arenarium Arechav.
  - Paspalum plicatulum var. cinereum Döll
  - Paspalum plicatulum var. ellipticum Döll
  - Paspalum plicatulum var. glabrum Arechav.
  - Paspalum plicatulum var. intumescens Döll
  - Paspalum plicatulum var. leptogluma Pilg.
  - Paspalum plicatulum var. longipilum Hack.
  - Paspalum plicatulum var. microspermum Döll
  - Paspalum plicatulum var. multinode Hack.
  - Paspalum plicatulum var. oblongum Döll
  - Paspalum plicatulum var. oligostachyum Döll
  - Paspalum plicatulum var. plicatulum
  - Paspalum plicatulum var. rigidum Döll
  - Paspalum plicatulum var. robustum Hack.
  - Paspalum plicatulum var. subpectinatum Döll
  - Paspalum plicatulum var. subrotundum Döll
  - Paspalum plicatulum var. villosissimum Pilg.